# Gilles Béhat
Gilles Béhat (Lilla, 3 settembre 1949) è un regista, sceneggiatore e attore francese.
Lavora sia per il cinema che per la televisione.

## Filmografia parziale

### Cinema

#### Regista e sceneggiatore
- Haro (1977)
- Rue barbare (1984)
- Urgence (1985)
- Les longs manteaux (1986)
- Charlie Dingo (1987)
- Diamond 13 (Diamant 13) (2006)